# Saudiarabiens Grand Prix 2025
Saudiarabiens Grand Prix 2025, officiellt Formula 1 STC Saudi Arabian Grand Prix 2025, var ett Formel 1-lopp som kördes den 20 april 2025 på Jeddah Corniche Circuit i Jidda i Saudiarabien. Loppet var det femte racet ingående i Formel 1-säsongen 2025 och kördes över 50 varv.

## Ställning i mästerskapet före loppet
| Pos. | Förare          | Poäng |
| ---- | --------------- | ----- |
| 1 ▬  | Lando Norris    | 77    |
| 2 ▬  | Oscar Piastri   | 74    |
| 3 ▬  | Max Verstappen  | 69    |
| 4 ▬  | George Russell  | 63    |
| 5 ▬  | Charles Leclerc | 32    |

| Pos. | Konstruktör      | Poäng |
| ---- | ---------------- | ----- |
| 1 ▬  | McLaren-Mercedes | 151   |
| 2 ▬  | Mercedes         | 93    |
| 3 ▬  | Red Bull         | 71    |
| 4 ▬  | Ferrari          | 57    |
| 5 ▬  | Haas-Ferrari     | 20    |

- Notering: Endast de fem bästa placeringarna i vardera mästerskap finns med på listorna.

## Kvalet
Kvalet kördes den 19 april 2025, klockan 20:00 lokal tid (UTC+3), och fastställde startordningen för racet.
| Pos.                    | Nr. | Förare            | Konstruktör                  | Kvaltider | Kvaltider | Kvaltider | Start- grid |
| Pos.                    | Nr. | Förare            | Konstruktör                  | Q1        | Q2        | Q3        | Start- grid |
| ----------------------- | --- | ----------------- | ---------------------------- | --------- | --------- | --------- | ----------- |
| 1                       | 1   | Max Verstappen    | Red Bull Racing-Honda RBPT   | 1:27.778  | 1:27.529  | 1:27.294  | 1           |
| 2                       | 81  | Oscar Piastri     | McLaren-Mercedes             | 1:27.901  | 1:27.545  | 1:27.304  | 2           |
| 3                       | 63  | George Russell    | Mercedes                     | 1:28.282  | 1:27.599  | 1:27.407  | 3           |
| 4                       | 16  | Charles Leclerc   | Ferrari                      | 1:28.552  | 1:27.866  | 1:27.670  | 4           |
| 5                       | 12  | Kimi Antonelli    | Mercedes                     | 1:28.128  | 1:27.798  | 1:27.866  | 5           |
| 6                       | 55  | Carlos Sainz Jr.  | Williams-Mercedes            | 1:28.354  | 1:28.024  | 1:28.164  | 6           |
| 7                       | 44  | Lewis Hamilton    | Ferrari                      | 1:28.372  | 1:28.102  | 1:28.201  | 7           |
| 8                       | 22  | Yuki Tsunoda      | Red Bull Racing-Honda RBPT   | 1:28.226  | 1:27.990  | 1:28.204  | 8           |
| 9                       | 10  | Pierre Gasly      | Alpine-Renault               | 1:28.421  | 1:28.025  | 1:28.367  | 9           |
| 10                      | 4   | Lando Norris      | McLaren-Mercedes             | 1:27.805  | 1:27.481  | Ingen tid | 10          |
| 11                      | 23  | Alexander Albon   | Williams-Mercedes            | 1:28.279  | 1:28.109  | N/A       | 11          |
| 12                      | 30  | Liam Lawson       | Racing Bulls-Honda RBPT      | 1:28.561  | 1:28.191  | N/A       | 12          |
| 13                      | 14  | Fernando Alonso   | Aston Martin Aramco-Mercedes | 1:28.548  | 1:28.303  | N/A       | 13          |
| 14                      | 6   | Isack Hadjar      | Racing Bulls-Honda RBPT      | 1:28.571  | 1:28.418  | N/A       | 14          |
| 15                      | 87  | Oliver Bearman    | Haas-Ferrari                 | 1:28.536  | 1:28.648  | N/A       | 15          |
| 16                      | 18  | Lance Stroll      | Aston Martin Aramco-Mercedes | 1:28.645  | N/A       | N/A       | 16          |
| 17                      | 7   | Jack Doohan       | Alpine-Renault               | 1:28.739  | N/A       | N/A       | 17          |
| 18                      | 27  | Nico Hülkenberg   | Kick Sauber-Ferrari          | 1:28.782  | N/A       | N/A       | 18          |
| 19                      | 31  | Esteban Ocon      | Haas-Ferrari                 | 1:29.092  | N/A       | N/A       | 19          |
| 20                      | 5   | Gabriel Bortoleto | Kick Sauber-Ferrari          | 1:29.462  | N/A       | N/A       | 20          |
| 107 %-gränsen: 1:33.922 |     |                   |                              |           |           |           |             |
| Källor:                 |     |                   |                              |           |           |           |             |

## Loppet
Loppet kördes den 20 april 2025, klockan 20:00 lokal tid (UTC+3), och kördes över 50 varv.
Loppet vanns av Oscar Piastri i McLaren, följt av Max Verstappen i Red Bull och Charles Leclerc i Ferrari på tredje plats. Piastris seger gjorde att han tog ledningen i förarmästerskapet för första gången i hans karriär. Han blev även den förste australiska föraren att leda förarmästerskapet sedan Mark Webber vid Japans Grand Prix 2010.
| Pos.    | Nr. | Förare            | Konstruktör                  | Varv | Tid/Bröt        | Placering | Poäng |
| ------- | --- | ----------------- | ---------------------------- | ---- | --------------- | --------- | ----- |
| 1       | 81  | Oscar Piastri     | McLaren-Mercedes             | 50   | 1:21:06.758     | 2         | 25    |
| 2       | 1   | Max Verstappen    | Red Bull Racing-Honda RBPT   | 50   | +2.843          | 1         | 18    |
| 3       | 16  | Charles Leclerc   | Ferrari                      | 50   | +8.104          | 4         | 15    |
| 4       | 4   | Lando Norris      | McLaren-Mercedes             | 50   | +9.196          | 10        | 12    |
| 5       | 63  | George Russell    | Mercedes                     | 50   | +27.236         | 3         | 10    |
| 6       | 12  | Kimi Antonelli    | Mercedes                     | 50   | +34.688         | 5         | 8     |
| 7       | 44  | Lewis Hamilton    | Ferrari                      | 50   | +39.073         | 7         | 6     |
| 8       | 55  | Carlos Sainz Jr.  | Williams-Mercedes            | 50   | +1:04.630       | 6         | 4     |
| 9       | 23  | Alexander Albon   | Williams-Mercedes            | 50   | +1:06.515       | 11        | 2     |
| 10      | 6   | Isack Hadjar      | Racing Bulls-Honda RBPT      | 50   | +1:07.091       | 14        | 1     |
| 11      | 14  | Fernando Alonso   | Aston Martin Aramco-Mercedes | 50   | +1:15.917       | 13        |       |
| 12      | 30  | Liam Lawson       | Racing Bulls-Honda RBPT      | 50   | +1:18.4511      | 12        |       |
| 13      | 87  | Oliver Bearman    | Haas-Ferrari                 | 50   | +1:19.194       | 15        |       |
| 14      | 31  | Esteban Ocon      | Haas-Ferrari                 | 50   | +1:39.723       | 19        |       |
| 15      | 27  | Nico Hülkenberg   | Kick Sauber-Ferrari          | 49   | +1 varv         | 18        |       |
| 16      | 18  | Lance Stroll      | Aston Martin Aramco-Mercedes | 49   | +1 varv         | 16        |       |
| 17      | 7   | Jack Doohan       | Alpine-Renault               | 49   | +1 varv         | 17        |       |
| 18      | 5   | Gabriel Bortoleto | Kick Sauber-Ferrari          | 49   | +1 varv         | 20        |       |
| DNF     | 22  | Yuki Tsunoda      | Red Bull Racing-Honda RBPT   | 1    | Kollisionsskada | 8         |       |
| DNF     | 10  | Pierre Gasly      | Alpine-Renault               | 0    | Kollision       | 9         |       |
| Källor: |     |                   |                              |      |                 |           |       |

Noter
- ^1  – Liam Lawson kom i mål på 11:e plats, men fick tio sekunder bestraffning för att ha lämnat banan och skaffat sig fördel.[5]

## Ställning i mästerskapet efter loppet
| Pos.  | Förare          | Poäng |
| ----- | --------------- | ----- |
| 1 ▲ 1 | Oscar Piastri   | 99    |
| 2 ▼ 1 | Lando Norris    | 89    |
| 3 ▬   | Max Verstappen  | 87    |
| 4 ▬   | George Russell  | 73    |
| 5 ▬   | Charles Leclerc | 47    |

| Pos.  | Konstruktör       | Poäng |
| ----- | ----------------- | ----- |
| 1 ▬   | McLaren-Mercedes  | 188   |
| 2 ▬   | Mercedes          | 111   |
| 3 ▬   | Red Bull          | 89    |
| 4 ▬   | Ferrari           | 78    |
| 5 ▲ 1 | Williams-Mercedes | 25    |

- Notering: Endast de fem bästa placeringarna i vardera mästerskap finns med på listorna.